# Raquel Chan
Raquel Lía Chan (n. Buenos Aires, 31 de diciembre de 1959) es una bioquímica argentina, especializada en biotecnología vegetal. Es investigadora del CONICET y desempeña su tarea en el Instituto de Agrobiotecnología del Litoral, en Santa Fe. Ha sido nombrada como una de los diez científicos más destacados de América Latina por parte de la BBC.

## Biografía

### Educación
En 1981, obtuvo su B.Sc. en Bioquímica por la Universidad Hebrea de Jerusalén, Israel. En 1988, recibió su Ph.D. en bioquímica por la Universidad Nacional de Rosario, Argentina, defendiendo su tesis "Estudios estructurales y funcionales de la ferredoxina-NADP oxidorreductasa y su proteína de unión de tilacoides de espinaca".
Realizó estudios de postdoctorado en el "Institut de Biologie Moleculaire des Plantes", Universidad Louis Pasteur, en Estrasburgo, bajo la dirección del Prof. J-H Weil en el tema: "Estudios estructurales y de regulación de la subunidad pequeña de RubisCO de Euglena gracilis", desde diciembre de 1988 a abril de 1992.

### Carrera académica
En 1992, retorna a la Argentina e ingresa a la carrera de investigador de CONICET y ocupa un cargo docente en la Universidad Nacional de Rosario.
En 1999 se muda a Santa Fe, donde se desempeña como profesora titular en la Universidad Nacional del Litoral e investigadora principal de CONICET. En 2008 es elegida directora del recientemente creado Instituto de Agrobiotecnología del Litoral (IAL), un centro conformado por la UNL y CONICET para el estudio de la biotecnología y biología molecular vegetal.
El área de investigación de Chan se enfoca en entender cómo las plantas se ven afectadas por las condiciones ambientales. El equipo de investigadores científicos de Chan crearon semillas más resistentes a la sequía. Acerca de su obra, Chan afirma que «(la creación de más semillas resistentes a la sequía) fue un muy largo proceso de investigación básica con grupos de investigación fueron cambiando con el tiempo. No fue un solo día y ¡Eureka! No fue como el descubrimiento de Newton cuando se cayó la manzana». A lo cual agrega «los partidarios de la tecnología dicen que el aumento en la productividad podría significar tanto como $ 10 mil millones en beneficios añadidos cada año, sobre todo después de una sequía severa reciente, que recortó la producción de soja de Argentina, en más de un tercio».

### Tecnología HB4
En 2003 la Dra. Raquel Chan y el Dr. Daniel González en colaboración con la empresa Bioceres, el Consejo Nacional de Investigaciones Científicas y Técnicas (CONICET) y la Universidad Nacional del Litoral (UNL) lideraron el equipo que descubrió el efecto de tolerancia a la sequía de un gen de girasol denominado hahb-4.
El descubrimiento inicial le permitió a Bioceres desarrollar un proyecto específico para generar nuevos eventos de transformación de hahb-4 sobre Arabidopsis thaliana. El objetivo del proyecto fue evaluar diferentes promotores y construcciones moleculares para ser usadas luego sobre cultivos de interés agronómico.
En el transcurso del desarrollo de la tecnología se identificó una versión particularmente eficiente del gen hahb-4. Esta nueva versión, modificada del gen original, proporciona unamayor eficacia en  condiciones de sequía. El gen del girasol hahb-4 modificado mejora la adaptación de la planta al medio ambiente, lo que permite obtener un mayor rendimiento de grano. Actualmente HB4® es la única tecnología OGM tolerante a la sequía del mundo para cultivos de trigo y soja. 

## Algunas publicaciones
- Chan RL. 2014. “Plant science with relevance to biotechnology”. J. of Biotechnology 174: iv-iv.
- Capella M, Ré DA, Arce AL, Chan RL. 2014. “Plant homeodomain-leucine zipper I transcription factors exhibit different functional AHA motifs that selectively interact with TBP or/and TFIIB”. Plant Cell Reports 33:955–967.
- Ré DA, Capella M, Bonaventure G, Chan RL. 2014. “Arabidopsis AtHB7 and AtHB12 evolved divergently to fine tune processes associated with growth and responses to water stress”. BMC Plant Biology 14:150
- Cabello JV, Arce AL, Chan RL. 2012. “The homologous HD-Zip I transcription factors HaHB1 and AtHB13 confer cold tolerance via the induction of pathogenesis related and glucanase proteins”. The Plant Journal 69, 141-153.
- Cabello JV, Chan RL. 2012. “The homologous homeodomain-leucine zipper transcription factors HaHB1 and AtHB13 confer tolerance to drought and salinity stresses via the induction of proteins that stabilize membranes”. Plant Biotechnology J. 10, 815-825.
- Ré DA, Raud B, Chan RL, Baldwin IT, Bonaventure G. 2012. “The N. attenuata HD20 regulates benzyl acetone emission from corollas via ABA levels and the expression of genes in aromatic compound metabolism”. BMC Plant Biology 2:60.
- Giacomelli JI, Weigel D, Chan RL, Manavella PA. 2012. “Role of recently evolved miRNA regulation of sunflower HaWRKY6 in response to temperature damage”. New Phytologist 195, 766-773.

## Premios y reconocimientos
- Premio Konex 2013 en Biotecnología.[9]
- Premio Jorge Sábato.[10]
- Premio Konex de Platino 2023 en Biotecnología.